# 한호섭
한호섭(1970년 ~ )은 KBS 예능본부의 프로듀서이다.

## 학력 및 경력
- 영등포고등학교
- 연세대학교 신문방송학과 학사
- KBS 뉴스PD (1994.12.~2001.3.)
- KBS 예능본부 PD (2001~2004, 2008~2010, 2011~2014, 2018~2021)
- KBS TV제작본부 편성기획팀장 (2004~2008)
- KBS 디지털전략추진단 (2010)
- KBS TV제작본부 협력제작국 팀장 (2014~2018)
- KBS 대형이벤트방송사업단 PD (2021.5.~2022.1.)
- KBS 심의평가실 자문위원 (2022.1.~ )